# Jonas Stöpfgeshoff
Jonas Stöpfgeshoff (* 6. November 1978 in Schweden) ist ein ehemaliger schwedisch-deutscher Eishockeyspieler, der in seiner aktiven Zeit von 1995 bis 2006 unter anderem für Brynäs IF in der Elitserien sowie die Frankfurt Lions in der Deutschen Eishockey Liga gespielt hat. 

## Karriere
Jonas Stöpfgeshoff begann seine Karriere als Eishockeyspieler in der Jugend des Gävle GIK, für den er in der Saison 1995/96 sein Debüt in der Division 1 gab. Anschließend spielte er zwei Jahre lang für Brynäs IF in der Elitserien, ehe er von 1998 bis 2001 für Tranås AIF in der zweitklassigen HockeyAllsvenskan auf dem Eis stand. Anschließend verbrachte der Verteidiger eine weitere Spielzeit in der HockeyAllsvenskan, in der er für Rögle BK aktiv war. Nachdem der Linksverteidiger die Saison 2002/03 beim HC Bozen in der italienischen Serie A begonnen hatte, verließ er die Südtiroler nach nur fünf Spielen und unterschrieb bei den Frankfurt Lions aus der DEL. Mit den Lions wurde er in der Saison 2003/04 Deutscher Meister. In der gesamten folgenden Spielzeit konnte der gebürtige Schwede aufgrund einer schweren Gehirnerschütterung kein Pflichtspiel für Frankfurt absolvieren. Nachdem der Linksschütze 2006 erneut eine schwere Gehirnerschütterung erlitt, musste er bereits im Alter von 27 Jahren seine Laufbahn beenden, um keine noch größeren Verletzungen zu riskieren.

## Erfolge und Auszeichnungen
- 1996 Bronzemedaille bei der U18-Junioren-Europameisterschaft
- 2004 Deutscher Meister mit den Frankfurt Lions